# 甲州印伝
甲州印伝（こうしゅういんでん）とは山梨県の伝統工芸品。鹿革を原料とし、漆で紋様を付けることを特徴とする。

## 沿革
寛永年間にインド（印度）から伝来した装飾革に刺激を受け、国産化されたものも印伝と呼ぶようになった。「甲州」とついているが、他産地では失伝したとみられ、製法が現存するのは甲州印伝のみである 。
1987年に経済産業大臣指定伝統的工芸品に認定された。